# Altea
Altea é um município da Espanha na província de Alicante, Comunidade Valenciana. Tem 35,3 km² de área e em 2021 tinha 22 657 habitantes (densidade: 641,8 hab./km²).
Rafael Alberti e Vicente Blasco Ibáñez encontraram nesta aglomerado de casas caiadas junto ao mar, o refúgio e a fonte de inspiração de muitas das suas linhas. Possui mais de seis quilómetros de costa, um porto pesqueiro e um porto desportivo.

## Demografia
| Variação demográfica do município entre 1991 e 2004 | Variação demográfica do município entre 1991 e 2004 | Variação demográfica do município entre 1991 e 2004 | Variação demográfica do município entre 1991 e 2004 |
| --------------------------------------------------- | --------------------------------------------------- | --------------------------------------------------- | --------------------------------------------------- |
| 1991                                                | 1996                                                | 2001                                                | 2004                                                |
| 12286                                               | 13519                                               | 15910                                               | 19514                                               |

## Património
- Igreja de Nossa Senhora do Consuelo, rematada por duas cúpulas de um tom azul que resaltam por debaixo do sol do Mediterrâneo

## Equipamentos
- Universidade Miguel Hernández (campus de Altea)